# クヌート・ギレンベルク
クヌート・アントン・ウォルター・ギレンベルク（Knut Anton Walter Gyllenberg、1886年4月5日 - 1952年7月25日）は、スウェーデンの天文学者。
スウェーデン南部のマルメで生まれる。1908年からルンド大学で学び、1911年に学士号、1913年に修士号、1915年に博士号を取得した。1916年には准教授となり、1932年には教授となった。1912年からは天文学部の助手を務め、1921年からはルンド天文台の観測員を務めた。主に天体観測に従事し、1916年と1923年にFernerska賞、1926年にWallmark賞を受賞した。1916年11月26日に小惑星846 リッペルタを発見した。66歳のときにルンドで死去。